# Bolczów (hrad)

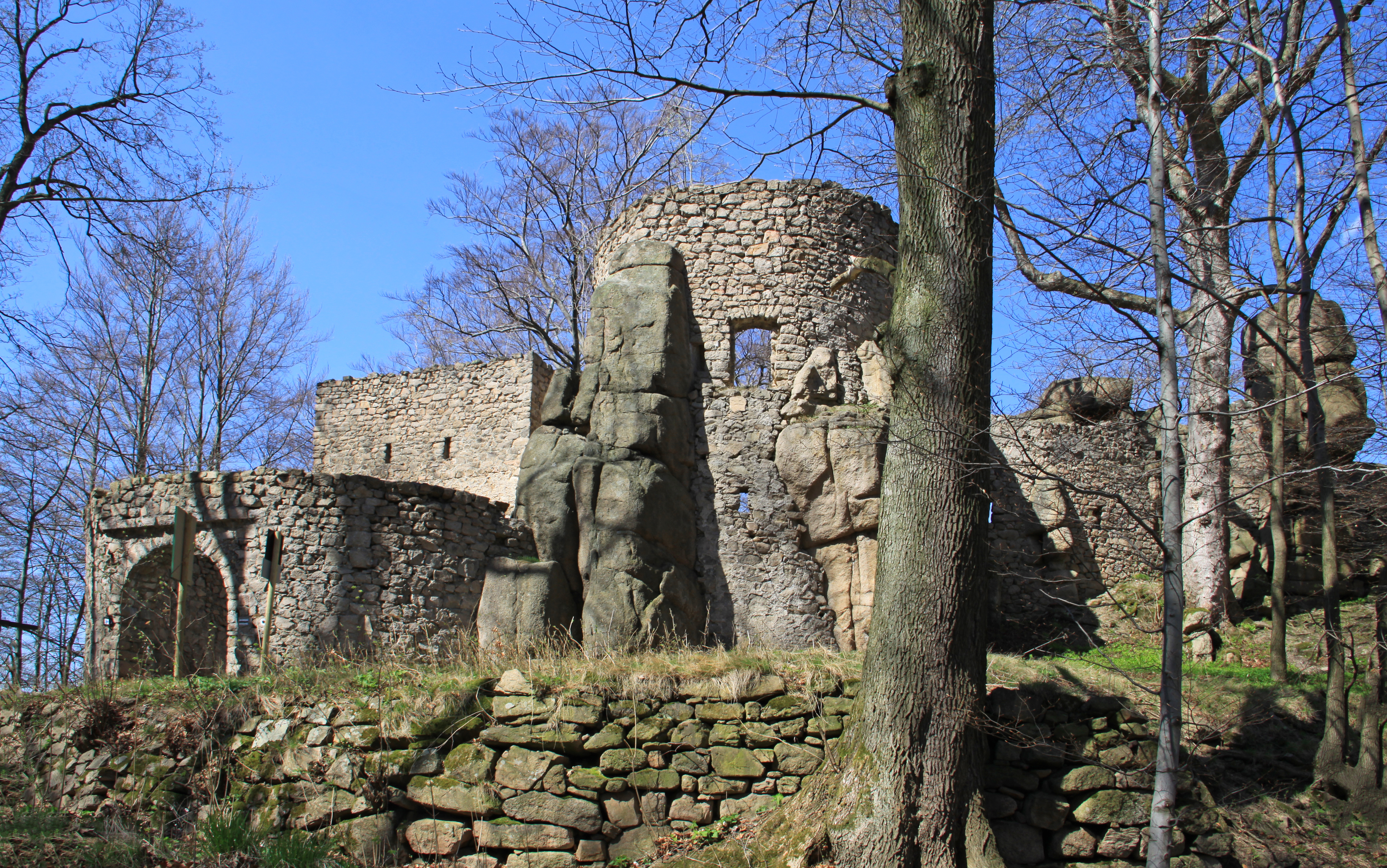
Zříceniny hradu

Hrad Bolczów (německy Bolzenschloss, později Bolkoschloß, Bolzenstein) je hrad s úlomky přírodních skalních stěn, nacházející se cca 15 km od Jelení Hory, v severní části Janovického rudohoří v Polsku, na skalnaté, žulové římse, ve výšce cca 561 m n. m. Nejbližší obcí hradu jsou Janowice Wielkie (gmina Janowice Wielkie, okres Krkonoše). 

## Historie
Založení hradu v roce 1375 se připisuje dvořanovi knížete Bolka II. z rodu Bolczů. Stavitel hradu Clericus Bolze podporoval husitské hnutí a tak Bolczów se stal sídlem raubrittrů (rytířů loupežníků). V první polovině 15. století byl hrad zničen během bitvy mezi Vratislavovými a Svidnickými měšťany s husity. Po této válečné devastaci byl hrad přestavěn teprve v letech 1517–1518, pravděpodobně Hansem Dippoldem von Burghausem. V té době vzniklo nádvoří, v jižním rohu byla postavena obranná věž, a ve zdech byla umístěna řada střílen. Hrad několikrát měnil majitele – v letech 1537–1543 patřil Justu Deciovi z Krakova, dvořanovi a sekretáři polského krále Zikmunda Starého. V letech 1520–1550 byl hrad opět rozšířen, mimo jiné byla postavena kamenná zeď, vyčnívající před věž brány, a také byla postavena bašta, suchý příkop a hradby upraveno pro dělostřelecké zbraně provedením klíčových střílen. Rekonstrukční práce pokračovaly až do roku 1550. V roce 1562 přešel hrad spolu s Janowicemi a Miedziankou do majetku bratří Hanse a Franze Heilmannových. Pravděpodobně počátkem 17. století zadal Daniel Schaffgotsch, tehdejší majitel Janowic, další práce na zámku. Pozdější přeměny nastaly v důsledku třicetileté války. V roce 1645 objekt převzali Švédové, kteří při odchodu z hradu v prosinci téhož roku podpálili obytné budovy. Od té doby je Bolczów v troskách. Zájem o cestovní ruch v polovině devatenáctého století (v roce 1824 sem přijel Fridrich Vilém III.) inspiroval hraběte Stolberga-Wernigerode v roce 1848 provést další rekonstrukce. V té době na hradě vznikl i malý hostinec ve švýcarském stylu, postavený na starých základech. Po válce v hostinci byl zřízen turistický hostel, který časem zchátral. V současné době hrad spadá pod ředitelství Státních lesů a je ve správě Lesního okresu Sněžka. Zámek je součástí Kulturního parku údolí Jelení Hory založeného v roce 2008.

## Architektura

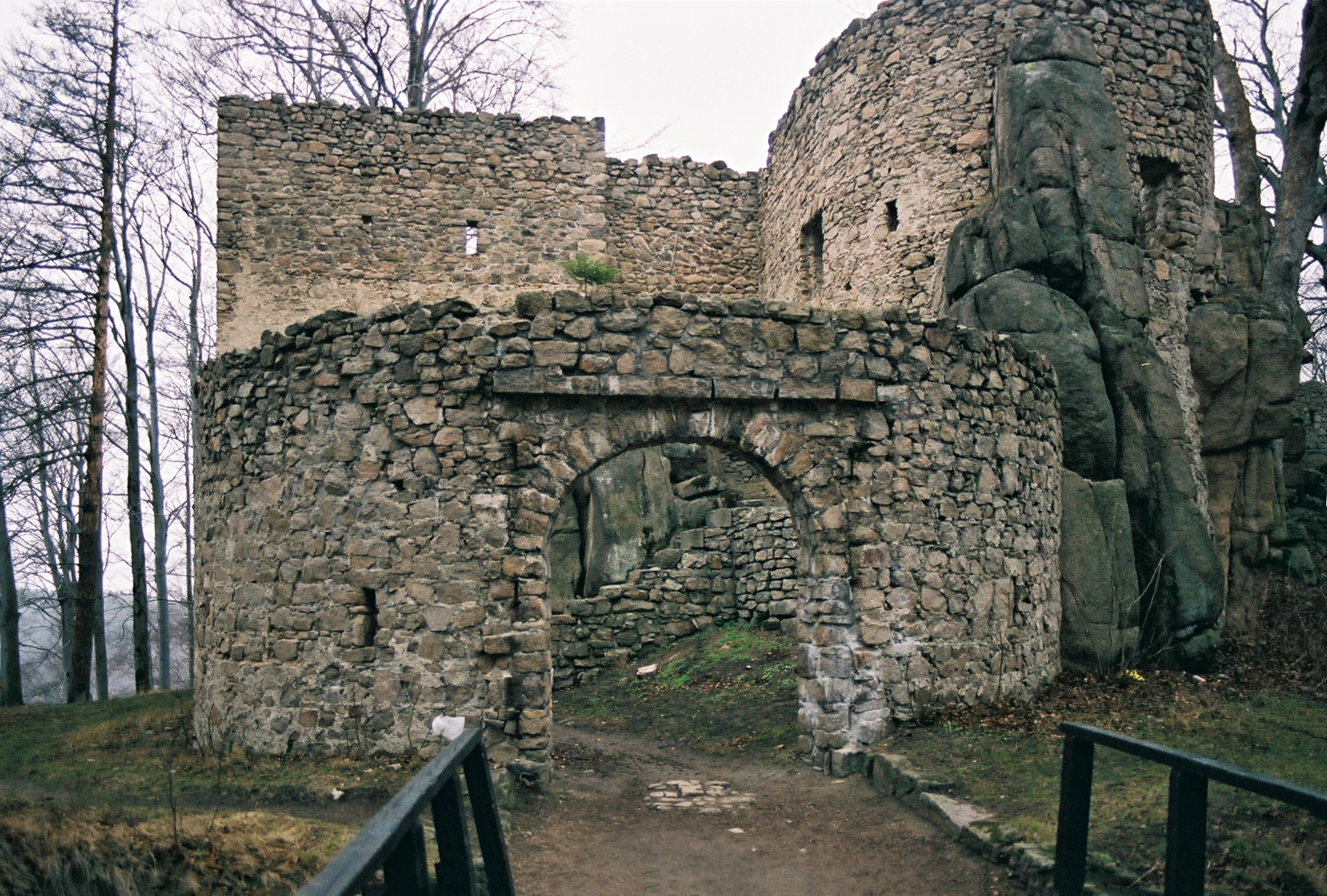
Zřícenina hradu Bolczów

Na stavbu hradu byly použity dvě žulové skály, které byly spojeny kamennými zdmi, díky čemuž vzniklo malé nádvoří. Nad nimi na východní straně ční čtvercová věž, a vedle ní se nachází ženský domov. Kolmo k nádvoří při severní straně hradeb na okraji svahu se nachází obytná podsklepená budova. Dům měl rozměry 20 × 7,8 m, vstup do něj vedl přímo ze dvora, a jeho nadzemní podlaží byla rozdělena do dvou místností podobných velikostí. Na jižní straně vystaveno kulatou kapli a naproti obytné budovy z jihovýchodní strany kuchyni a pekárnu. Na hradním nádvoří se nacházela také cisterna s vodou.
Zřícenina hradu, která se dochovala dodnes, umožňuje rekonstrukci tří hlavních částí stavby, mezi které patří: středověký hrad, skládající se z obvodových zdí, obytné budovy a čtyřboké věže; část z 15. století sestávající ze dvou nádvoří a jižních hradeb se střílnami, a část z 16. století s barbakánovými hradbami, baštami a vstupní branou.

## Turistické trasy
- Janowice Wielkie – Hrad Bolczów – Wojanów – Jelení Hora
- Hradní cestou do Głaziska Janowickie[3]